# Krankenhausbehandlung
Unter Krankenhausbehandlung versteht man die unterschiedlichen Möglichkeiten der medizinischen Behandlung und Pflege in einem Krankenhaus. In vielen Ländern ist die Krankenhausbehandlung eine Leistung der Sozialversicherung.
In Deutschland haben gesetzlich Krankenversicherte einen Rechtsanspruch auf Krankenhausbehandlung. Dieser ist in § 39 Fünftes Buch Sozialgesetzbuch (SGB V) gesetzlich normiert. Demnach besteht ein Anspruch auf vollstationäre Krankenhausbehandlung, wenn das Behandlungsziel nicht durch teilstationäre, vor- und nachstationäre oder ambulante Behandlung einschließlich häuslicher Krankenpflege erreicht werden kann. Damit nennt das Gesetz bereits die möglichen Arten der Krankenhausbehandlung, nämlich
- vollstationäre,
- teilstationäre,
- vorstationäre und
- nachstationäre sowie
- ambulante Behandlung.

Die notwendige Krankenhausbehandlung muss, außer bei akuten Notfällen, vom behandelnden Arzt verordnet werden. Ob die medizinische Voraussetzung für eine Behandlung im Krankenhaus tatsächlich vorliegt, prüft das Krankenhaus nochmals bei der Aufnahme des Patienten. Diese Prüfung umfasst auch die Frage, welche Behandlungsart für den Patienten die geeignete und für die Krankenkasse die wirtschaftlichste ist. Gemäß § 39 SGB V gilt dabei: "Versicherte haben Anspruch auf vollstationäre, stationsäquivalente oder tagesstationäre Behandlung durch ein nach § 108 zugelassenes Krankenhaus, wenn die Aufnahme oder die Behandlung im häuslichen Umfeld nach Prüfung durch das Krankenhaus erforderlich ist, weil das Behandlungsziel nicht durch teilstationäre, vor- und nachstationäre oder ambulante Behandlung einschließlich häuslicher Krankenpflege erreicht werden kann" was oft mit der Kurzformel "ambulant vor stationär" zusammengefasst wird. Voraussetzung ist auch, dass es sich bei dem Krankenhaus um ein zugelassenes Vertragskrankenhaus nach § 108 SGB V handelt.

## Behandlungsarten
Die Krankenhausbehandlung kann vollstationär, teilstationär, vor- und nachstationär sowie ambulant durchgeführt werden. Welche Behandlungsart für den jeweiligen Patienten in Frage kommt, entscheiden der einweisende Arzt oder die behandelnden Ärzte im Krankenhaus.

### Vollstationäre Behandlung
Die vollstationäre Behandlung ist die klassische Krankenhausbehandlung. Sie umfasst neben der erforderlichen medizinischen Behandlung (Ärztliche Behandlung, Krankenpflege, Arzneimittel etc.) auch Unterkunft und Verpflegung. Diese Variante ist die teuerste und aufwändigste Form der Behandlung im Krankenhaus und kommt dann in Betracht, wenn keine der nachfolgend erläuterten Behandlungsarten möglich bzw. medizinisch ausreichend ist.
Mehrkosten für die Unterbringung in einem Ein- oder Zweibettzimmer oder beispielsweise für Chefarztbehandlung (Wahlleistungen) müssen gesetzlich Versicherte selbst tragen. Gleichwohl sind Zweibettzimmer in vielen Krankenhäusern schon Standard, sodass diesbezüglich keine Mehrkosten für die Patienten anfallen. Solche Mehrkosten können, sofern gewünscht, über private Zusatzversicherungen abgedeckt werden.
Die Krankenhausbehandlung soll in geeigneten nächstgelegenen Krankenhäusern erfolgen (→ Abschnitt „Wahl des Krankenhauses“).

### Teilstationäre Behandlung
Die teilstationäre Behandlung schließt neben der medizinischen Versorgung eine Unterbringung und Versorgung entweder nur tagsüber oder nur nachts mit ein (beispielsweise Tagesklinik). Sie kommt in Frage, wenn eine ständige Unterbringung (vollstationäre Krankenhausbehandlung) medizinisch nicht notwendig erscheint. Man spricht in diesem Sinne auch von tagesklinischer oder nachtklinischer Behandlung.

### Vor- und nachstationäre Behandlung
Vorstationäre Behandlung
Unter der vorstationären Behandlung ist die Behandlung im Krankenhaus ohne Unterkunft und Verpflegung zu verstehen. Vorstationäre Aufenthalte sind vor allem dann die geeignete Behandlungsmethode, wenn es gilt, die Notwendigkeit einer vollstationären Behandlung abzuklären oder eine solche vorzubereiten.
Vorstationäre Krankenhausbehandlung ist auf längstens drei Behandlungstage innerhalb von fünf Tagen vor dem Beginn der eigentlichen, vollstationären Krankenhausbehandlung begrenzt.
Nachstationäre Behandlung
Wie die vorstationäre Behandlung beinhaltet auch die nachstationäre Behandlung keine Unterkunft und keine Verpflegung. Sie kommt in Frage, wenn es gilt, den Behandlungserfolg eines stationären Aufenthaltes zu sichern. Nachstationäre Krankenhausbehandlung ist auf sieben Behandlungstage innerhalb einer Frist von zwei Wochen nach Ende des stationären Aufenthaltes begrenzt, wobei es in medizinisch begründeten Fällen Ausnahmen geben kann.

### Ambulante Krankenhausbehandlung
Da Krankenhäuser in Deutschland, außer im Sinne von Notfallambulanzen und der psychiatrischen Institutsambulanzen, an der ambulanten ärztlichen Versorgung grundsätzlich nicht teilnehmen, ist ambulante Krankenhausbehandlung durch den Gesetzgeber auf ambulante Operationen beschränkt. Die aktuell zunehmende und umstrittene Ausnahme dieses Grundsatzes ist die ambulante Behandlung im Krankenhaus gemäß § 116b SGB V.
| Versorgungsangebot | Jahr der Einführung | Verankerung im SGB V              | Initialgesetz |
| --- | ------------------- | --------------------------------- | --- |
| Ambulantes Operieren im Krankenhaus | 1993; 2000          | § 115b                            | Gesundheitsstrukturgesetz (GSG); GKV-Gesundheitsreformgesetz 2000                                                                                   |
| Vor- und nachstationäre Behandlung im Krankenhaus                                                                                        | 1993                | § 115a                            | Gesundheitsstrukturgesetz (GSG) |
| Ambulante Behandlung im Krankenhaus bei Unterversorgung                                                                                  | 2004                | § 116a                            | GKV-Modernisierungsgesetz (GMG) |
| Ambulante Behandlung im Krankenhaus | 2004                | § 116b (2 ff.) (alt)              | GKV-Modernisierungsgesetz (GMG) |
| Ambulante spezialfachärztliche Versorgung (ASV)                                                                                          | 2012                | § 116b (neu)                      | GKV-Versorgungsstrukturgesetz (GKV-VStG) |
| Hochschulambulanzen | 1955                | § 117 (zuvor in § 368n RVO)       | Gesetz über Kassenarztrecht (GKAR) |
| Sozialpädiatrische Zentren (SPZ) | 1989                | § 119                             | Gesundheitsreformgesetz (GRG) |
| Pädiatrische Spezialambulanzen/Spezialambulanzen an Kinderkliniken                                                                       | 2009                | § 120 (1a)                        | Krankenhausfinanzierungsreformgesetz (KHRG) |
| Psychiatrische Institutsambulanzen (PIA)                                                                                                 | 1986                | § 118 (zuvor in § 368n (6) 2 RVO) | Gesetz zur Verbesserung der ambulanten und stationären Versorgung psychisch Kranker (PsychKVVerbG)                                                  |
| Geriatrische Institutsambulanzen (GIA)                                                                                                   | 2013                | § 118a                            | Gesetz zur Einführung eines pauschalierenden Entgeltsystems für psychiatrische und psychosomatische Einrichtungen (Psych-Entgeltgesetz; PsychEntgG) |
| Besondere Versorgung (Selektivverträge, Managementverträge etc., ersetzt Verträge nach § 73a, § 73c und § 140a-d Integrierte Versorgung) | 2015                | § 140a (neu)                      | GKV-Versorgungsstärkungsgesetz (GKV-VSG) |
| Ambulante Behandlung über Terminservicestellen                                                                                           | 2015                | § 75 (1a)                         | GKV-Versorgungsstärkungsgesetz (GKV-VSG) |

Die Regelungen des Gesetzes zur Weiterentwicklung der Versorgung und der Vergütung für psychiatrische und psychosomatische Leistungen (PsychVVG) sind überwiegend zum 1. Januar 2017 in Kraft getreten.

### Kombinationsformen der Behandlungsarten stationär und ambulant
In den vergangenen Jahren sind vom Gesetzgeber neue Versorgungsformen in der deutschen Sozialgesetzgebung definiert worden, bei denen gesetzlich keine Vorgabe erfolgt, ob sie stationär, ambulant oder als Kombination von stationären und ambulanten Maßnahmen erfolgen. Das betrifft:
- Leistungen der Modellvorhaben gemäß SGB V sowie
- Leistungen von HYBRID-DRGs (Spezielle sektorengleiche Vergütung seit dem Jahr 2024)

## Wahl des Krankenhauses
Prinzipiell können Versicherte in Deutschland das Krankenhaus, in welchem sie sich behandeln lassen möchten, frei wählen, wobei es sich um ein zugelassenes Krankenhaus handeln muss. Es ist jedoch zu beachten, dass der Arzt, der die Krankenhausbehandlung verordnet, unter Berücksichtigung der Erkrankung auf der Verordnung die beiden nächstgelegenen Krankenhäuser angeben muss, die er für geeignet hält.
Patienten, die ohne zwingenden Grund ein anderes als eines der vorgeschlagenen Krankenhäuser wählen, können von der Krankenkasse mit daraus resultierenden Mehrkosten belastet werden, dies können Unterschiede der Krankenhauskosten und vor allem höhere Fahrkosten sein.
Zwingende Gründe, keines der in der Verordnung angegebenen Krankenhäuser zu beanspruchen, können z. B. die Entfernung eines Krankenhauses von Familie oder Verwandten bzw. religiöse Bedürfnisse sein. Die Krankenkasse soll auch sonstigen Wünschen der Versicherten angemessen Rechnung tragen.

## Kostenübernahme
Die Kosten einer Krankenhausbehandlung werden zumeist über eine direkte Kostenübernahme durch Kostenträger wie insbesondere der Gesetzlichen Krankenversicherung bzw. der privaten Krankenversicherung übernommen. Auch die Unfallversicherungsträger leisten für Krankenhausbehandlung, wenn der Erkrankung ein Arbeitsunfall oder eine Berufskrankheit zugrunde liegt.
Die Höhe der Zahlbeträge für eine Krankenhaushausbehandlung richtet sich nach der Höhe der Krankenhausentgelte, wie sie dort am Tag der Aufnahme des Patienten gelten.
Umgangssprachlich werden privat Krankenversichte auch als Selbstzahler bezeichnet, da sie mit der Rechnungsbezahlung in Vorleistung gehen. Allerdings bekommen sie die Kosten von ihrer privaten Krankenkasse danach i.d.R ganz bzw. unter gewissen Umständen zumindest größtenteils/teilweise im Nachhinein erstattet. Der Anspruch in der deutschen gesetzlichen Krankenversicherung umfasst auch eine ggf. notwendige medizinisch erforderliche Mitaufnahme einer Begleitperson, in der privaten Krankenversicherung nur soweit vertraglich als Leistung vereinbart.
Daneben gibt es auch "echte Selbstzahler", wenn diese Patienten über keine Krankenversicherung verfügen und auch nicht über andere Personen mitversichert sind, wie bei der Familienversicherung. "Echte Selbstzahler" müssen zu Beginn eines Krankenhausaufenthalts als Sicherheitsleistung zumeist eine Vorauszahlung auf die zu erwartende spätere Rechnung an das Krankenhaus zahlen.

## Finanzierung und Kosten
- Finanzierung  → Hauptartikel: Krankenhausfinanzierung#Aktuelle_Krankenhausfinanzierung
- Kosten  → Hauptartikel: Krankenhausfinanzierung#Kosten_der_Krankenhäuser

## Zuzahlungen
Versicherte ab Vollendung des 18. Lebensjahres erbringen je Tag einer stationären Krankenhausbehandlung 10 Euro als Zuzahlung bzw. Selbstbeteiligung, wenn die Krankenhausbehandlung zu Lasten der Krankenkasse erfolgt. Die Zuzahlung ist auf maximal 28 Tage pro Kalenderjahr begrenzt. Die Zuzahlung wird auch für Beurlaubungstage eingefordert, wenn sich der Patient zum Beispiel nach Rücksprache mit dem Arzt am Wochenende zuhause befunden hat, weil am Wochenende keine Operation durchgeführt werden kann. Ist der Kostenträger die gesetzliche Unfallversicherung, braucht keine Zuzahlung bezahlt zu werden.
Diese Zuzahlung ist aber keine Einnahme des Krankenhauses, also kein Zuschlag auf der Krankenhausrechnung: Patienten zahlen den Betrag zwar an das jeweilige Krankenhaus, das hat den Betrag allerdings umgehend vollständig an die Krankenkasse des Patienten weiterzuleiten.

## Wahlleistungen
Dabei handelt es sich um freiwillige Zusatzleistungen, die über die notwendige medizinische Versorgung hinausgehen und im Bereich der Unterkunft (1- oder 2-Bett-Zimmer) sowie der ärztlichen (Chefarztbehandlung) und medizinischen Versorgung angeboten werden. Wenn wahlärztliche Behandlungen vereinbart wurden, können neben dem Chefarzt bzw. den Chefärzten auch beteiligte Radiologen, Laborärzte und Anästhesisten Privatrechnungen ausstellen – auch wenn sie außerhalb des gewählten Krankenhauses tätig sind. Wahlleistungen können dem Patienten aber erst ab dem Tag berechnet werden, an dem eine schriftliche Wahlleistungsvereinbarung geschlossen wurde. Eine Rückdatierung ist nicht möglich. Patienten haben jederzeit während ihres Krankenhausaufenthalts die Möglichkeit, ihre bereits unterschriebene Wahlleistungsvereinbarung form- und fristlos mit sofortiger Wirkung zu kündigen. Sie sollten vor Abschluss einer Wahlleistungsvereinbarung überprüfen, ob ihre private Kranken(zusatz-)versicherung die Kosten für bestimmte Wahlleistungen erstattet. 